# NGC 2626
NGC 2626 è una nebulosa diffusa visibile nella costellazione delle Vele.
Si individua circa a metà strada fra le stelle λ Velorum e ζ Puppis, in un'area di cielo molto ricca di densi campi stellari ed altre nebulose, fra cui la celebre Nebulosa delle Vele; giace esattamente sull'equatore galattico, e può essere individuata nelle foto a lunga posa con un potente telescopio amatoriale. Si tratta di una nebulosa a riflessione, un debole alone chiaro illuminato da una stella di decima magnitudine, una giovane stella T Tauri, e dominato a nord da un oggetto di Herbig Haro, HH 132. Nei pressi si individua pure la stella variabile EM Velorum. la distanza è stimata sui 3300 anni luce e fa parte del Vela Molecular Ridge.